# Zuhair Snisla
Zuhair Snisla (25 de enero de 1999) es un deportista marroquí que compite en fútbol 5 adaptado. Ganó una medalla de bronce en los Juegos Paralímpicos de Tokio 2020.

## Palmarés internacional
| Juegos Paralímpicos | Juegos Paralímpicos | Juegos Paralímpicos | Juegos Paralímpicos |
| Año                 | Lugar               | Medalla             | Competición         |
| ------------------- | ------------------- | ------------------- | ------------------- |
| 2020                | Tokio (Japón)       | Medalla de bronce   | Torneo masculino    |